# Rajputana

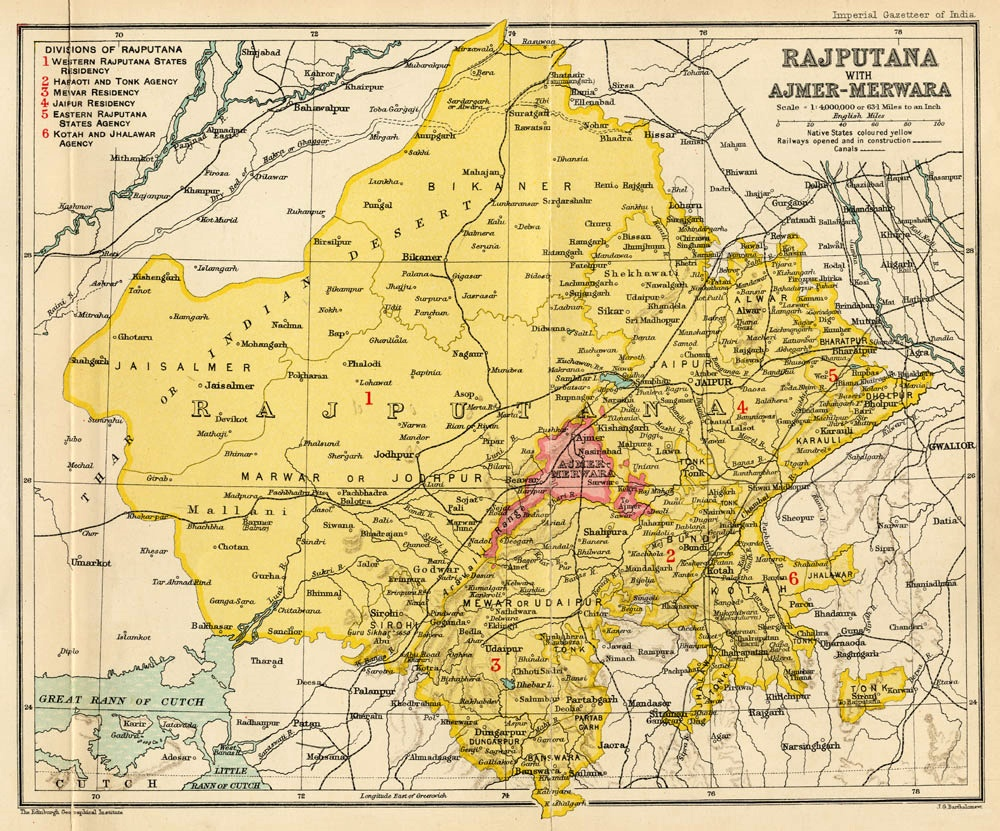
Kaart van Rajputana uit 1909.

Rajputana of Rajpootana is de in de Brits-koloniale tijd gebruikte naam voor een gebied in het westen van India, dat grotendeels overeenkomt met de huidige Indiase deelstaat Rajasthan. De naam verwijst naar de Rajputs, een hindoeïstische kaste van krijgslieden die het gebied vanaf de Middeleeuwen beheersten, maar zeker niet tot dit gebied beperkt waren. Rajputana werd in het westen en noordwesten begrensd door de riviervlakte van Punjab, in het zuiden door het voormalige sultanaat Gujarat, in het noordoosten door de riviervlakte van Hindoestan en in het zuidoosten door het plateaulandschap van Malwa. Het grootste deel van dit droge, grotendeels uit woestijn en steppe bestaande gebied was onder de Britten verdeeld over 18 vorstenstaten.
De naam Rajputana werd gewijzigd in Rajasthan met de Indiase grondwet van 1949.

## Historisch gebruik
De naam Rajputana werd in 1800 bedacht door de Ierse avonturier en huurling George Thomas. De naam Rajputana werd door historici uit de Britse tijd echter ook in retrospectieve zin gebruikt.
De geschiedenis van de Rajputs in het gebied gaat terug tot het middeleeuwse Gurjara-Pratihararijk, maar Rajputana was nooit een duidelijke politieke eenheid geweest. Vanaf de 12e eeuw hadden prinsen uit het gebied echter taai verzet geboden tegen islamitische overheersers.
Tussen 1790 en 1830 raakten Britse avonturiers en schrijvers als James Tod en John Briggs onder de indruk van de geschiedenis en cultuur van de Rajputs. Ze beschreven de Rajputs als trotse hindoeïstische krijgers die zich eeuwenlang verzetten tegen islamitische heersers. De historische tegenstellingen tussen moslims en hindoes werden sterk overdreven. Dit romantische revisionisme paste goed binnen de verdeel-en-heersstrategie van de Britse koloniale machthebbers.